# Netelia memorialis
Netelia memorialis är en stekelart som först beskrevs av Charles Thomas Brues 1910.  Netelia memorialis ingår i släktet Netelia och familjen brokparasitsteklar. Inga underarter finns listade i Catalogue of Life.